# 法維城堡
法維城堡（英語：Fyvie Castle）是位於英國蘇格蘭阿伯丁郡的一座城堡。法維城堡現在在夏季對公眾開放。

## 歷史
法維城堡最早可追溯到13世紀，一些人聲稱法維城堡是由威廉一世於1211年建造的。法維城堡是羅伯特一世舉辦的露天法庭的所在地，查爾斯一世當時就住在那裡。1390年奧特本戰役後，法維城堡不再是皇室居所，而是落入五個家庭之手 - 普雷斯頓，梅爾德魯姆，塞頓，戈登和利斯 - 他們都在城堡增加了一座新塔。其中最古老的是普雷斯頓塔（位於最右邊），可追溯到1390年到1433年之間。令人印象深刻的塞頓塔於1599年由亞歷山大·塞頓豎立，幾年後，塞頓還建造大樓梯。戈登塔在1778年完成，利斯塔在1890年完成。
1644年10月28日，Manus O'Cahan和Montrose在法維城堡與盟約軍進行小規模戰鬥。維多利亞時代後，法維城堡在19世紀被美化。蘇格蘭工業家亞歷山大·利思於1885年購買法維城堡。他的後代在1984年將法維城堡賣給蘇格蘭國家信託基金會。
法維城堡東面有一個花園，目前是蘇格蘭栽培水果園。有證據表明，另外兩座花園更接近城堡西部和南部

## 画廊

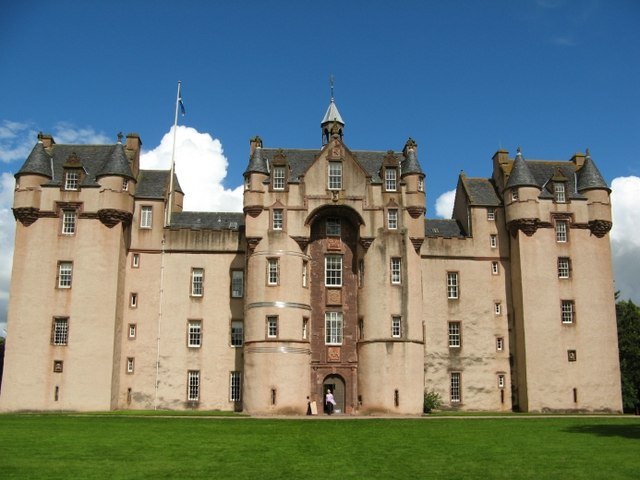
城堡
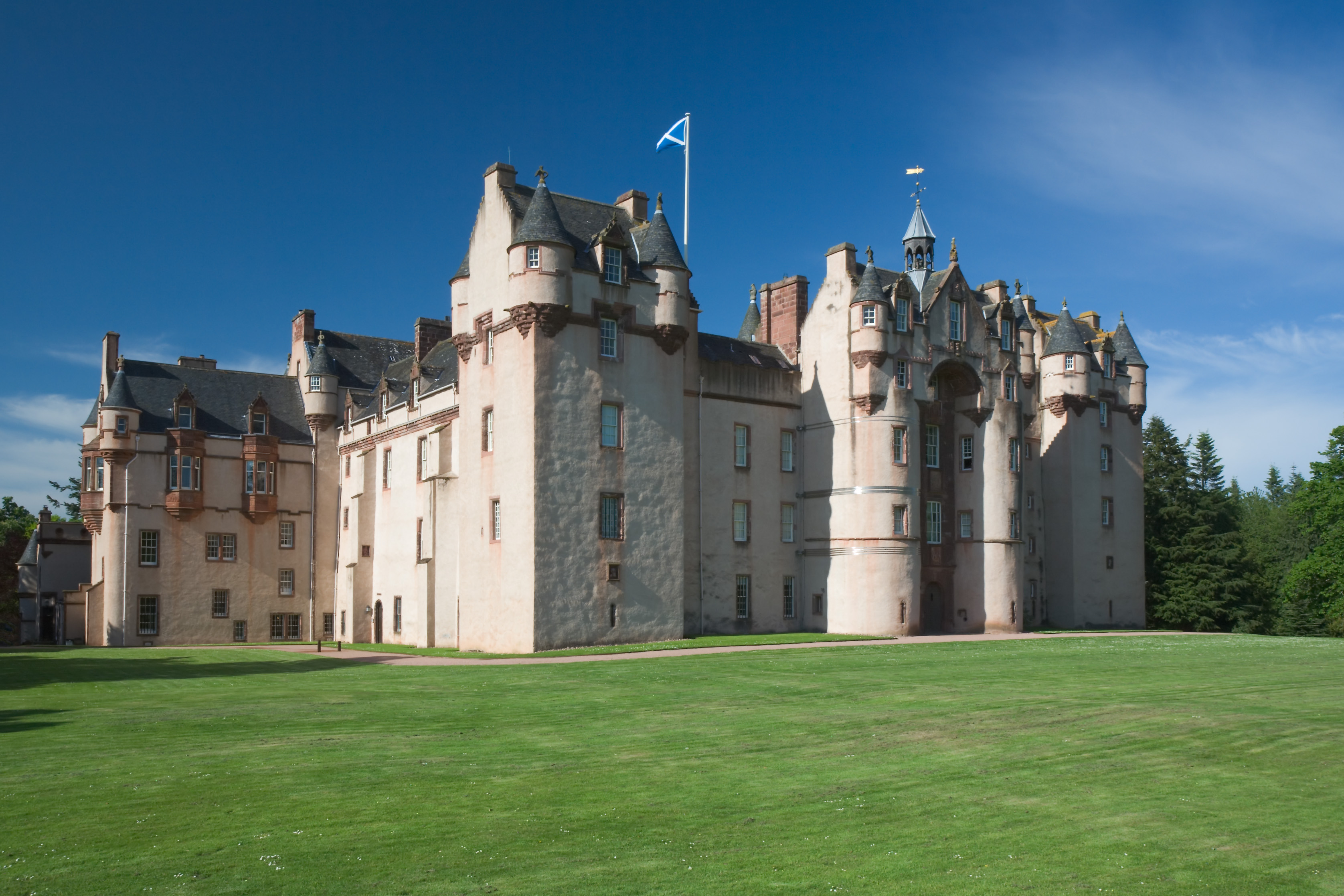
城堡